# گودزیلا (آلبوم ورونیکاس)
گودزیلا چهارمین آلبوم استودیویی از گروهٔ دونفرهٔ استرالیایی ورونیکاس می‌باشد که در ۲۸ مهٔ سال ۲۰۲۱ منتشر شد. ورونیکاس نخستین آلبوم این دو نفر پس از هفت سال است که به‌دنبال ورونیکاس (۲۰۱۴) آمده‌است.